# Bristol's Hope
Bristol's Hope est une communauté canadienne de la province de Terre-Neuve-et-Labrador.
Elle se trouve dans la baie de la Conception entre Carbonear et Harbour Grace. Bristol's Hope était une colonie « sœur » de Cuper's Cove, et fut établie en 1618 quand la Société se vit accorder des terres par Jacques Ier d'Angleterre, et fut habitée par des colons de Cuper's Cove.

## Compléments